# Confraria processional

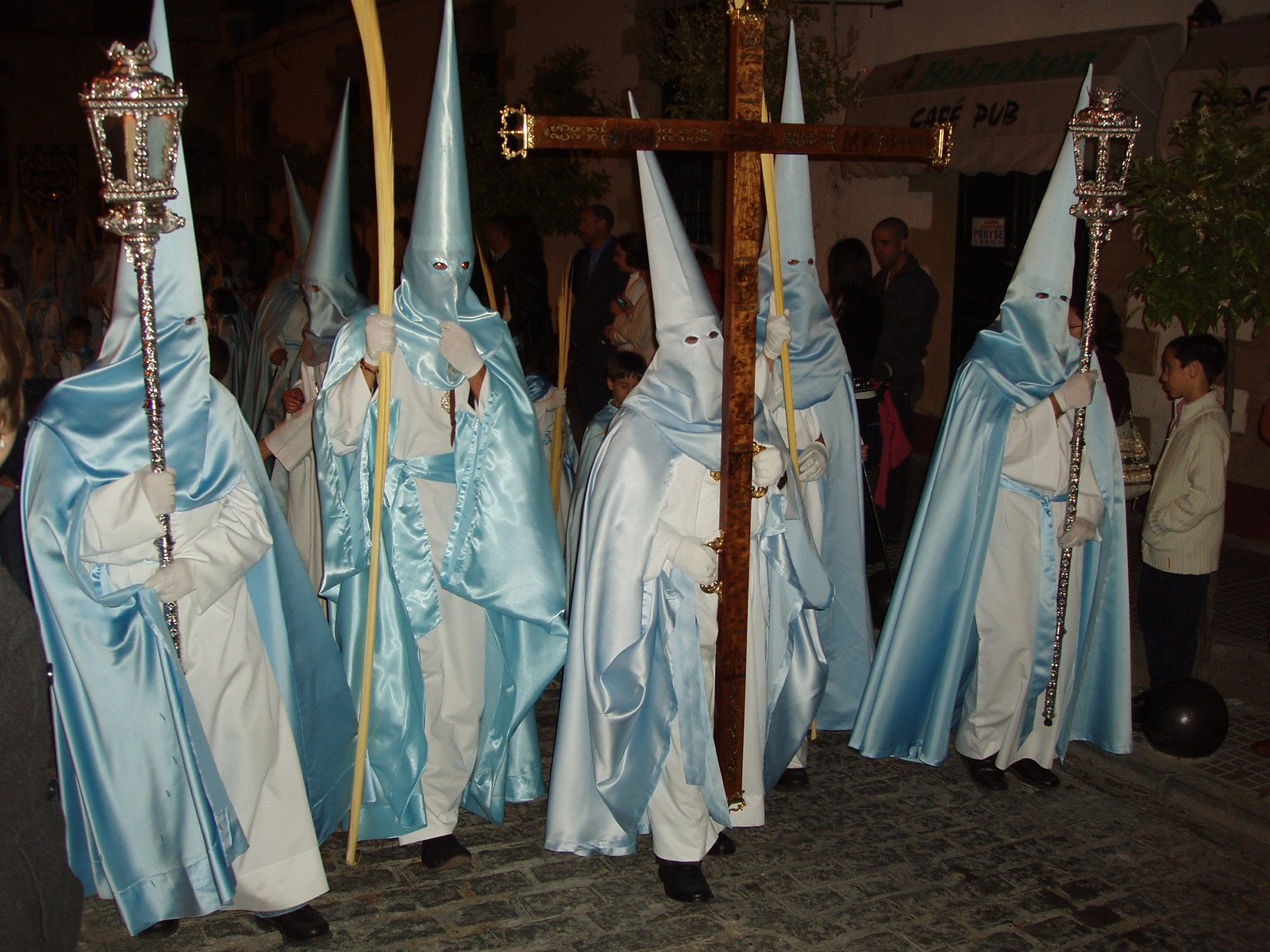
Confraria en la Setmana Santa de El Puerto de Santa María, (Cadis, Espanya)

Una confraria processional és un tipus de confraria de fidels catòlics que es reuneixen entorn d'una advocació de Crist, la Mare de Déu o un sant, un moment de la passió o una relíquia, per promoure la devoció envers ella. Solen organitzar una processó, almenys una vegada a l'any, ja sigui soles o conjuntament amb altres confraries.

## Tipus
Hi ha tres tipus de confraries: 
- penitencials, que surten en Setmana Santa,
- de glòria, que surten la resta de l'any, i
- sacramentals, que tenen com a titular al Santíssim Sagrament.

## Organització
L'òrgan plenari de la confraria és el capítol o assemblea general de tots els confrares. El capítol general és l'encarregat de triar la Junta, que és l'òrgan de govern de la confraria, encapçalada pel seu President.
En les confraries hi ha diverses classes de membres, com els majordoms, estants o portants, anderos, home de tron, carregadors, etcètera.
En principi, qualsevol cristià pot formar part d'una confraria, sense més que aconseguir la firma d'algun germà que l'avali. Els nous membres solen rebre la investidura de túniques i la imposició d'escapularis o medalles.
Diverses confraries també es poden reunir en un òrgan superior que pren diversos noms depenent del lloc: Consell General, Capítol de Confraries (Capítol Superior), Federació, Agrupació, Unió, Junta Local, etc.

## Penitents

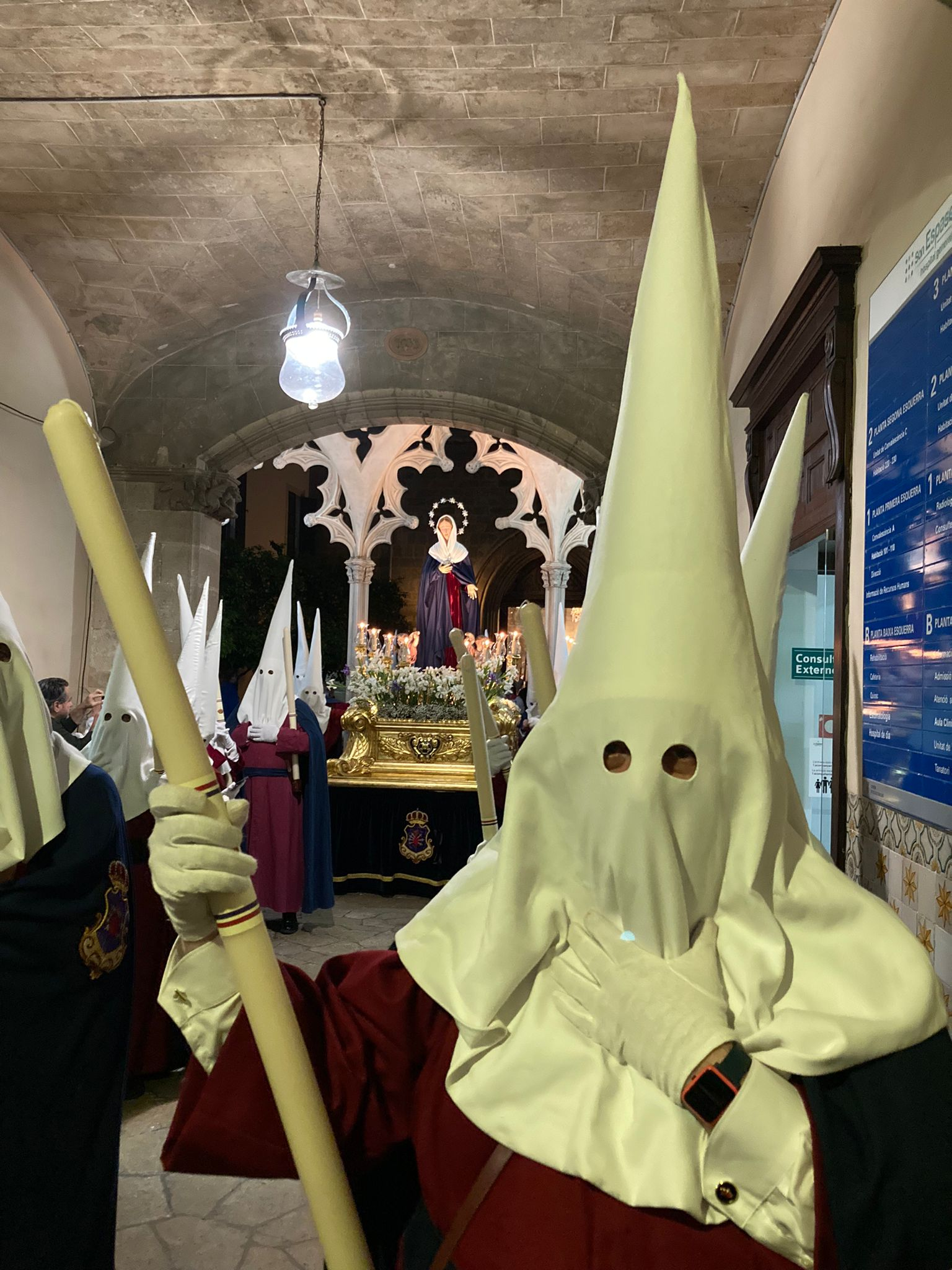
Una caperutxa de Palma

Els penitents, confrares o natzarens són els participants de les processons penitencials de setmana santa. A l'estat espanyol i a determinats països hispanoamericans, els penitents s'organitzen per confraries i es caracteritzen per la seva vesta, que consta generalment de túnica, capa i, sobretot, cuculla.
A Mallorca, els penitents popularment reben noms molt diversos en funció de la localitat, que generalment fan referència a la cuculla o caperutxa. Els més abundants són caperutxes (Palma, Sóller, Consell, Esporles i la Vileta) i derivats lèxics o morfològics com careputxes (Inca, Petra, Alaró, Lloseta, la Pobla, Llucmajor, Selva i Mancor), capirutxos o carepulles; derivats de caperó com capirotes, carepunats (Montuïri, Algaida, Inca i Lloseta), campironats (Manacor i Sant Llorenç) i encapironats (Felanitx i l'Horta); i altres termes com cuculles, pronunciat cucuies (Sant Joan, Petra, Sineu, Porreres, Campos, les Salines, Santa Margalida, Vilafranca i Santanyí), caputxins (encreuament semàntic entre la caputxa o cuculla i els frares caputxins), sacs (en referència a la vesta, antigament de sac), cirineus, pronunciat xirineus (Pollença i Llubí; en referència a Simó Cirineu) i amb la variant cinereus, i també jueus (Campanet i Búger), amb la variant jodios (pronunciat [ʒo'ðios]).
En els territoris de l'antiga Corona d'Aragó, els penitents tradicionalment s'organitzaven per col·legis professionals; amb la seva desaparició a començament del segle xix, o bé decaigueren fins a desaparèixer o bé imitaren el model sevillà amb confraries específiques per setmana santa.